# Levski (obchtina)
Levski (bulgare : Левски) est une obchtina de l'oblast de Pleven en Bulgarie.